# Lijst van rijksmonumenten in Kloosterzande
De plaats Kloosterzande telt 10 inschrijvingen in het rijksmonumentenregister. Hieronder een overzicht.
| Object | Oorspronkelijke functie?  | Bouwjaar                               | Architect | Locatie                        | Coördinaten?                 | Nr.?   | Afbeelding        |
| --- | ------------------------- | -------------------------------------- | --------- | ------------------------------ | ---------------------------- | ------ | ----------------- |
| Standerdmolen Kloosterzande | Industrie- en poldermolen | 1781                                   |           | Groenendijk 2                  | 51° 22' 4" NB, 4° 0' 31" OL  | 22220  | Meer afbeeldingen |
| Hof te Zande | Woonhuis                  |                                        |           | Hof te Zandeplein 11           | 51° 21' 59" NB, 4° 1' 15" OL | 22221  | Meer afbeeldingen |
| Twee fragmenten van de opstaande zijkanten van de tombe van Gerard van Ghistelles in een muur van een bijgebouw van het huis Te Zande | Gedenkteken               | 1425                                   |           | Hof te Zandeplein bij 11       | 51° 21' 59" NB, 4° 1' 14" OL | 22222  | Upload foto       |
| Hof te Zande: inrijhek | Erfscheiding              |                                        |           | Hof te Zandeplein tegenover 11 | 51° 21' 59" NB, 4° 1' 15" OL | 22223  | Meer afbeeldingen |
| Huis te Zande: voormalig koetshuis | Bijgebouwen kastelen enz. | 1720 (leeuw in boognis in de geveltop) |           | Hof te Zandeplein tegenover 11 | 51° 21' 60" NB, 4° 1' 15" OL | 22224  | Meer afbeeldingen |
| Pomp | Straatmeubilair           | 1886                                   |           | Hof te Zandeplein bij 1        | 51° 22' 0" NB, 4° 1' 17" OL  | 22225  | Pomp              |
| Hervormde kerk | Kerk en kerkonderdeel     | tweede helft van de 13e eeuw           |           | Willem de Zwijgerlaan 2        | 51° 21' 54" NB, 4° 1' 7" OL  | 22226  | Meer afbeeldingen |
| Sint-Martinuskerk | Kerk en kerkonderdeel     | 1871                                   |           | Groenendijk 40                 | 51° 22' 14" NB, 4° 0' 27" OL | 509218 | Meer afbeeldingen |
| Pastorie | Kerkelijke dienstwoning   | 1877-1878                              |           | Groenendijk 38                 | 51° 22' 13" NB, 4° 0' 27" OL | 509219 | Upload foto       |
| Raadhuis | Bestuursgebouw en onderdl | 1909                                   |           | Hof te Zandeplein 1            | 51° 22' 0" NB, 4° 1' 16" OL  | 509221 | Meer afbeeldingen |